# Веда (холдинг)
ООО «Веда-Групп» — российская управляющая компания холдинга, который занимался производством алкогольных напитков.

## История
- Июль 1994 — зарегистрирована первая компания Холдинга, которая занялась поиском площадки для строительства ликёро-водочного завода.
- 1995 — началось строительство ликёро-водочного завода в г. Кингисеппе Ленинградской области на территории бывшего хлебозавода.
- 1996 — состоялось торжественное открытие ЗАО «Веда»[1].
- 1997 — началось строительство стекольного завода в г. Кингисеппе[2].
- Июль 2002 — открытие стекольного завода «Веда-Пак» в г. Кингисеппе, введена в строй 1-я линия мощностью 320 т/сутки[3].
- Ноябрь 2003 — открытие завода по производству слабоалкогольных коктейлей ООО «Веда» в Саранске[4].
- Июнь 2004 — запуск 2-й очереди завода «Веда-Пак», производственная мощность завода составляла более 500 млн бутылок и банок в год[5].
- Сентябрь 2006 — ЗАО «Веда» вручен сертификат международной системы качества предприятий по международному стандарту ИСО 9001:2000.
- Декабрь 2008 — на ЗАО «Веда» началась процедура банкротства[6].
- Май 2009 — на ООО «Веда» в Саранске началась процедура банкротства.
- Январь 2009 — зарегистрирована компания ООО «Веда-Групп»[7].
- Июль 2010 — официальным эксклюзивным дистрибьютором водки Veda Ice Filtered и водки Veda Black Ice стала компания «Синергия» — одна из крупнейших компаний российского алкогольного рынка. В июне 2011 года «Синергия» приобрела права на водочный бренд Veda (стоимость сделки оценивалась в $10 млн)[8].
- 27 июня 2011 года покупателем имущества ЗАО «Веда» и ООО «Веда-Система-Плюс» по стартовым ценам аукциона (118,7 миллиона и 150,6 миллиона рублей соответственно) стало ООО «Премиум Спиритс»[9].
- Июль 2012 — Водочная компания "Кристалл-Лефортово" завершила покупку мордовского завода обанкротившегося холдинга "Веда" у банков-кредиторов[10].

## Деятельность

### Производство крепкого алкоголя
В 2004 ЗАО «Веда» вышло на 1-е место в России по объёму произведенной ликёро-водочной продукции. За период 2004 — 2008 года объём выпущенной продукции увеличился более чем в 9 раз. На 2008 мощность предприятия составляла 100 млн литров в год. В 2007 компания произвела 6,3 млн дал водки.
Контроль качества водки осуществлялся по 30 параметрам вместо 9, установленных ГОСТом. Контролировались используемые материалы: например, отбор спирта производился по 60 параметрам. Воду брали из двух собственных скважин.
В 2008 было остановлено производство на петербургском заводе «Веды». В феврале 2009 холдинг остановил розлив крепкого алкоголя на мордовском предприятии. С марта «Веда» полностью перешла на контрактный розлив водочных брендов («Вальс Бостон», «Русский размер», «Матрица») на подмосковном предприятии «Водочная Артель Ять».
Александр Матт, один из владельцев компании, передал права на водочный бренд «Веда» Анастасии Рагозиной, вдове Кирилла Рагозина. Бренд «Веда» тоже разливался на контрактном производстве — на мощностях ТПГ «Кристалл» (Калуга).

### Производство слабого алкоголя
В 2002 году руководство холдинга приняло решение войти в относительно новую для России сферу индустрии — производство слабоалкогольных напитков. Были приобретены производственные мощности в г. Саранске, Республика Мордовия. Инвестиции в строительство и оборудование ООО «Веда» составили почти $1 млн.
Ассортимент выпускаемой продукции насчитывал 12 наименований газированных слабоалкогольных напитков крепостью 7—8,9 % в стеклянной таре. Технологи предприятия разработали рецепты для каждого из них. Коктейли под торговыми марками «ALPIX» и «CAPTAIN MARTINS» производились на основе популярных алкогольных напитков. Предприятие увеличило ассортимент выпускаемых марок, дополнив его линейкой «FLASH», позиционируемой в среднем ценовом сегменте, а также новыми видами вкусов «ALPIX» и «CAPTAIN MARTINS».